# Campanha de Maputo
A campanha de Maputo foi uma breve expedição levada a cabo por Mouzinho de Albuquerque entre fins de Janeiro e meados de Março de 1896 contra o Reino de Maputo, que na ocasião foi anexado a Moçambique como uma circunscrição do "distrito de Lourenço Marques".
Durante a conquista do Império de Gaza, o rei Guanazi de Maputo comprometera-se a auxiliar os portugueses mas desertou com os seus guerreiros depois dos portugueses lhe terem fornecido armas. Após a conquista de Gaza, Moçambique encontrava-se desguarnecida, e o régulo, que extorquia comerciantes e matava os seus súbditos, ameaçou a missão católica em Macassane após terem alguns africanos empregues na missão cometido um furto. Em finais de Janeiro de 1896 o governador-geral Joaquim da Graça pediu a Mouzinho de Albuquerque que partisse em defesa da missão.
Mouzinho de Albuquerque desembarcou em Salamanga com 30 homens e alcançou Macassane mas por então já o régulo Guanazi tinha partido. Mouzinho de Albuquerque recebeu ali 17 cavalos, 60 soldados de infantaria, dos quais 20 europeus e 40 africanos, e 200 guerreiros auxiliares do Tembe. O irmão de Guanazi entregou o general Chibite aos portugueses, com duas cartas que mostravam que o régulo encontrava-se em contacto com os britânicos. Chegados a meados de Março, os portugueses tinham já percorrido todo o reino de Maputo e obrigado 2000 povoações ao pagamento de impostos, ao passo que o rei Guanazi atravessou a fronteira com 500 guerreiros e 3000 súbditos para a África do Sul. Maputo foi anexado a Moçambique e ao regressar, Mouzinho de Albuquerque foi promovido a governador-geral de Moçambique.